# لوکاس پیتیناری
لوکاس پیتیناری (انگلیسی: Lucas Pittinari؛ زادهٔ ۳۰ نوامبر ۱۹۹۱) بازیکن فوتبال اهل آرژانتین است.
از باشگاه‌هایی که در آن بازی کرده‌است می‌توان به باشگاه فوتبال کلرادو رپیدز اشاره کرد.